# Powiat Sayō
Powiat Sayō (jap. 佐用郡 Sayō-gun) – powiat w Japonii, w prefekturze Hyōgo. W 2024 roku liczył 14 756 mieszkańców.

## Miejscowości
- Sayō